# LRP6
La proteína 6 relacionada con el receptor de lipoproteínas de baja densidad es una proteína que en humanos está codificada por el gen LRP6 . LRP6 es un componente clave del grupo de correceptores LRP5 / LRP6 / Frizzled que participa en la vía canónica Wnt .

## Estructura
LRP6 es un receptor de lipoproteínas de baja densidad transmembrana que comparte una estructura similar con LRP5. En cada proteína, aproximadamente el 85% de su longitud de 1600 aminoácidos es extracelular. Cada uno tiene cuatro motivos de hélice β en el extremo amino terminal que se alternan con cuatro repeticiones similares al factor de crecimiento epidérmico (EGF). La mayoría de los ligandos extracelulares se unen a LRP5 y LRP6 en las hélices β. Cada proteína tiene un segmento de 22 aminoácidos de un solo paso que cruza la membrana celular y un segmento de 207 aminoácidos que es interno a la célula.

## Función
LRP6 actúa como un correceptor con LRP5 y los miembros de la familia de proteínas Frizzled para transducir señales por proteínas Wnt a través de la vía canónica Wnt.

## Interacciones
Las señales canónicas de WNT se transducen a través del receptor Frizzled y el correceptor LRP5 / LRP6 para regular negativamente la actividad de GSK3beta (GSK3B) que no depende de la fosforilación de Ser-9. La reducción de las señales Wnt canónicas tras el agotamiento de LRP5 y LRP6 da como resultado la degradación de p120-catenina.
LRP6 está regulada por proteínas extracelulares de la familia Dickkopf (Dkk) (como DKK1 ), esclerostina, espondinas R y miembros de la familia de proteínas de tipo nudo de cisteína.

## Significación clínica
Las mutaciones de pérdida de función o LRP6 en humanos conducen a un aumento de LDL y triglicéridos en plasma, hipertensión, diabetes y osteoporosis. De manera similar, los ratones con una mutación Lrp6 con pérdida de función tienen una masa ósea baja. LRP6 es fundamental en la respuesta anabólica de los huesos al tratamiento con hormona paratiroidea (PTH), mientras que LRP5 no está involucrado. Por otro lado, LRP6 no parece activo en la mecanotransducción (respuesta del hueso a las fuerzas), mientras que LRP5 es fundamental en ese papel. La esclerostina, uno de los inhibidores de LRP6, es un antagonista de Wnt específico de osteocitos prometedor en ensayos clínicos de osteoporosis.